# Alfred Rotter

Alfred Rotter

Alfred Rotter (* 14. November 1886 als Alfred Schaie in Leipzig; † 5. April 1933 bei Gaflei, Liechtenstein) war ein deutscher Theaterbetreiber der sogenannten Rotter-Bühnen, Regisseur und Produzent.

## Die frühen Erfolge
Rotter war als überaus umtriebiger Bühnenmanager und waghalsiger Finanzjongleur eine der wohl schillerndsten Persönlichkeiten im Berliner Theaterbetrieb der Weimarer Republik. Als Alfred Schaie geboren, hatte er vor dem Ersten Weltkrieg Jura studiert und mit der finanziellen Hilfe seines Vaters und der Förderung durch den Lessingtheater-Direktor Otto Brahm zu dieser Zeit bereits Theaterproduktionen auf die Beine gestellt. Zusammen mit seinem jüngeren Bruder Fritz Schaie sammelte er die Grundkenntnisse über das Theatermachen am Deutschen Schauspielhaus, an dessen Gründung einst beider Vater finanziell beteiligt gewesen war.
Inmitten des Krieges erwarben die Schaie-Brüder, die sich bereits frühzeitig in Rotter umbenannt hatten, ihre erste eigene Spielstätte, das Trianon-Theater. Bald darauf folgte mit dem Residenz-Theater die nächste Berliner Spielstätte. Im Juli 1917 heiratete Alfred Rotter die acht Jahre jüngere Gertrud Leers. Zuletzt betrieben die Brüder, zum Teil als Direktoren, überwiegend aber als Pächter, insgesamt neun Häuser. Zu den Rotterbühnen zählten u. a. das Metropol-Theater, das Theater des Westens, das Lessingtheater, das Lustspielhaus und das Centraltheater, in denen ebenso Klassiker (Stücke von Euripides, Sophokles, Shakespeare, Lessing) wie Stücke moderner Autoren (darunter Ibsen, Hauptmann und Shaw) aufgeführt wurden.
Die Rotter-Brüder landeten ihre größten kommerziellen Erfolge vor allem am Metropol-Theater, der Spielstätte der leichten Muse. Dort brachten sie schwungvolle Revuen und Operetten (z. B. Marietta, Das Land des Lächelns und Das Lied der Liebe, alle zwischen 1929 und 1931) sowie zahlreiche Boulevardstücke zur Aufführung, teilweise in eigener Inszenierung. Zu den größten Erfolgen der Brüder Rotter zählte die Uraufführung von Paul Abrahams Operette Ball im Savoy im Großen Schauspielhaus am 23. Dezember 1932 mit Gitta Alpár und Oskar Dénes, deren Absetzung die NSDAP in Zusammenhang mit dem Judenboykott Anfang April 1933 erzwang. Zahlreiche Berliner Theater- und Filmgrößen wurden von den Rotters gefördert und verdienten sich an deren Bühnen ein Zubrot.

## Der Zusammenbruch des Rotter-Konzerns

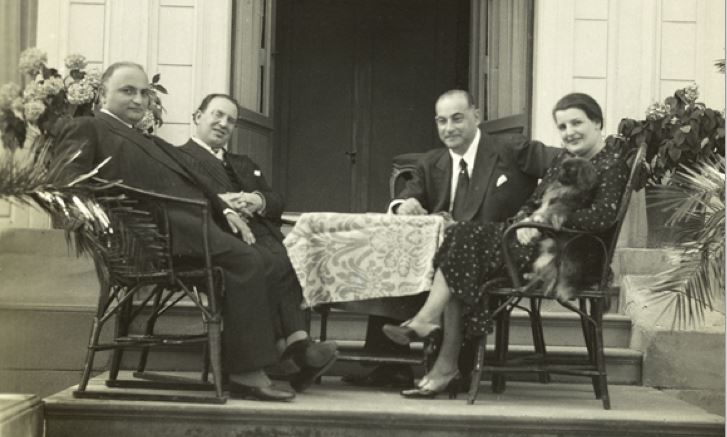
Alfred (rechts) mit seinem Bruder Fritz (links) und seiner Frau Gertrud im Juli 1931

Der verschachtelte Rotter-Konzern – sechs GmbHs und zwei Aktiengesellschaften – geriet in der Spätphase der Weimarer Republik mehr und mehr in eine schwere finanzielle Schieflage (rund vier Millionen RM Bank- und Hypothekenschulden), da selbst die Rotter-Brüder im Zuge der unkontrollierten Spielstättenanhäufung die Übersicht zu verlieren drohten. Alfred und Fritz Rotter hatten bei ihren Firmen oftmals Konstruktionen gewählt, die sie im Krisenfall von jeder Verantwortung im juristischen Sinne befreiten. So blieben zahlreiche finanzielle Forderungen von Gläubigern ungehört – Mietrückstände etwa, die dazu führten, dass die Besitzerin des Metropol-Theaters, die Dorotheenstadt-Baugesellschaft, am 17. Januar 1933 gegen die Rotters einen Konkursantrag stellte.
In 41 Prozessen versuchte allein der Verband Deutscher Bühnenschriftsteller und Bühnen-Komponisten die Rotters dazu zu zwingen, endlich ihre Tantiemenschulden zu begleichen. Zu den Gläubigern zählten so namhafte Komponisten wie Paul Abraham (Forderung: 20.000 RM), Franz Lehár (12.000 RM) und Emmerich Kálmán (10.000 RM). Erschwerend hinzu kam, dass sich einige späte Rotter-Produktionen (um 1932) als desaströse Kassenflops erweisen sollten. Keine zwei Wochen vor Machtantritt der Nationalsozialisten, am 18. Januar 1933, vermeldete die Vossische Zeitung einen Konkursantrag gegen die Rotter-Brüder. Die Berliner Börsen-Zeitung sprach am selben Tag sogar vom ‘Zusammenbruch der Rotterbühnen’. Über 1300 Angestellte des kollabierenden Firmenkonglomerats verloren von einem Tag auf den nächsten ihren Arbeitsplatz.

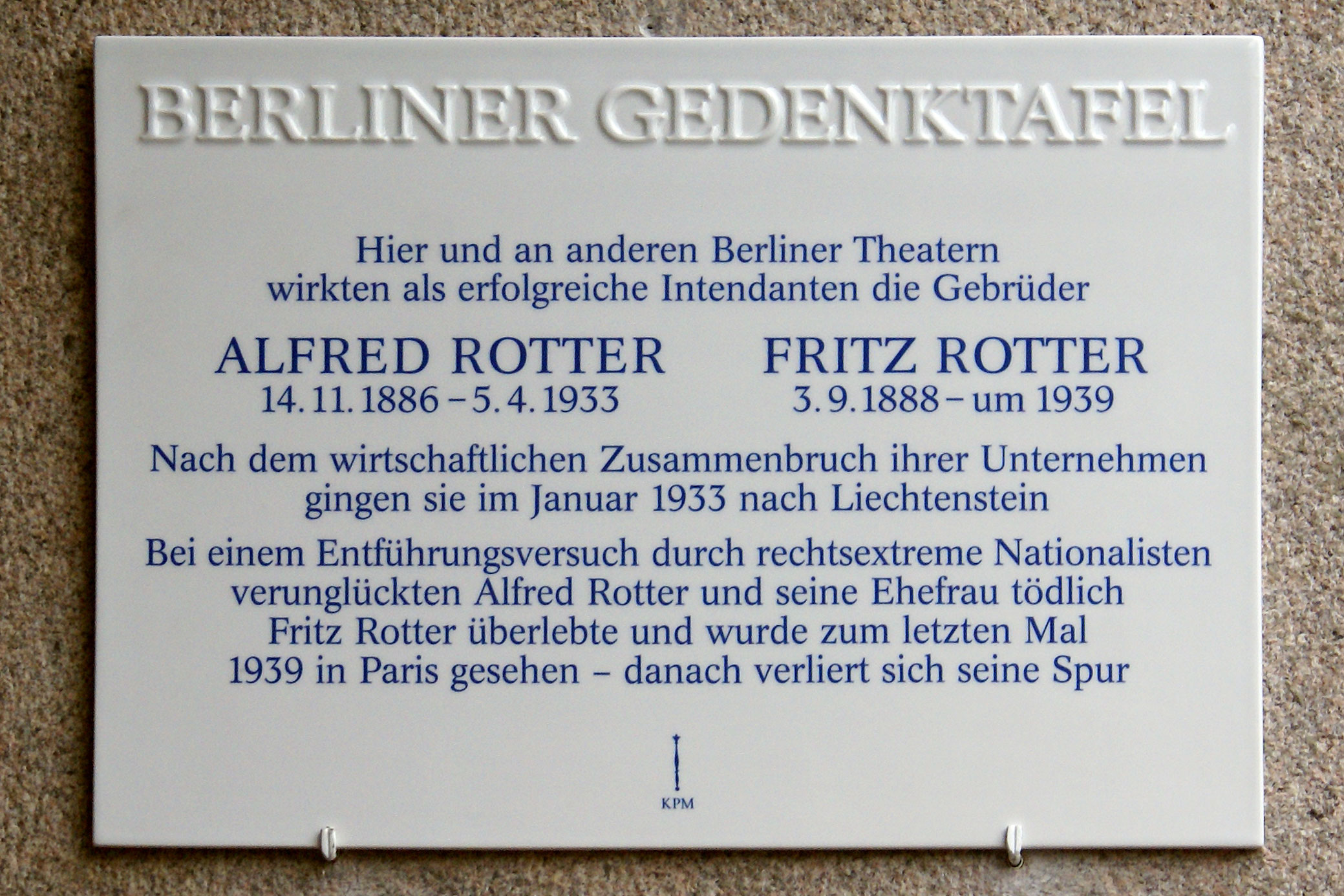
Gedenktafel am Admiralspalast in Berlin

Nunmehr de facto bankrott, setzten sich Alfred und Fritz Rotter, die offenbar im Anschluss an den Kurfürstendamm-Krawall von 1931 im Oktober 1931 zur Sicherheit die Staatsbürgerschaft des Fürstentums Liechtenstein angenommen hatten, am 9. beziehungsweise 22. Januar 1933 zunächst in die Schweiz, dann nach Vaduz ab. Vor allem Fritz Rotter hatte bis zuletzt verzweifelt versucht, frisches Kapital aufzutreiben, um den völligen Kollaps des Firmenimperiums abzuwenden. Am 22. Januar 1933 wurde schließlich vom Amtsgericht Mitte ein Haftbefehl gegen die Brüder ausgestellt.
Den unmittelbar darauf an die Macht gekommenen Nationalsozialisten kam der schillernde Finanzskandal gerade recht: Als halbseidene Bankrotteure verflucht, als Könige des sittenlosen Berliner Nachtlebens alter Prägung gegeißelt und als Vergifter deutscher Moral geschmäht, avancierten die Rotter-Brüder in der NS-Propaganda zum Hassbild des „jüdischen Finanzhasardeurs“: Der Völkische Beobachter nannte sie in seiner Ausgabe vom 20. Januar 1933 verächtlich die „verkrachten Theaterjuden“. Noch 1940 konnte man die Konterfeis Alfred und Fritz Rotters als abschreckende Beispiele für das vermeintlich charakterlose Finanzjudentum der Weimarer Republik in Fritz Hipplers filmischer Hetz-‘Dokumentation’ Der ewige Jude, dem berüchtigtsten antisemitischen Machwerk der Filmgeschichte, sehen.

## Missglückter Entführungsversuch und Tod in Liechtenstein

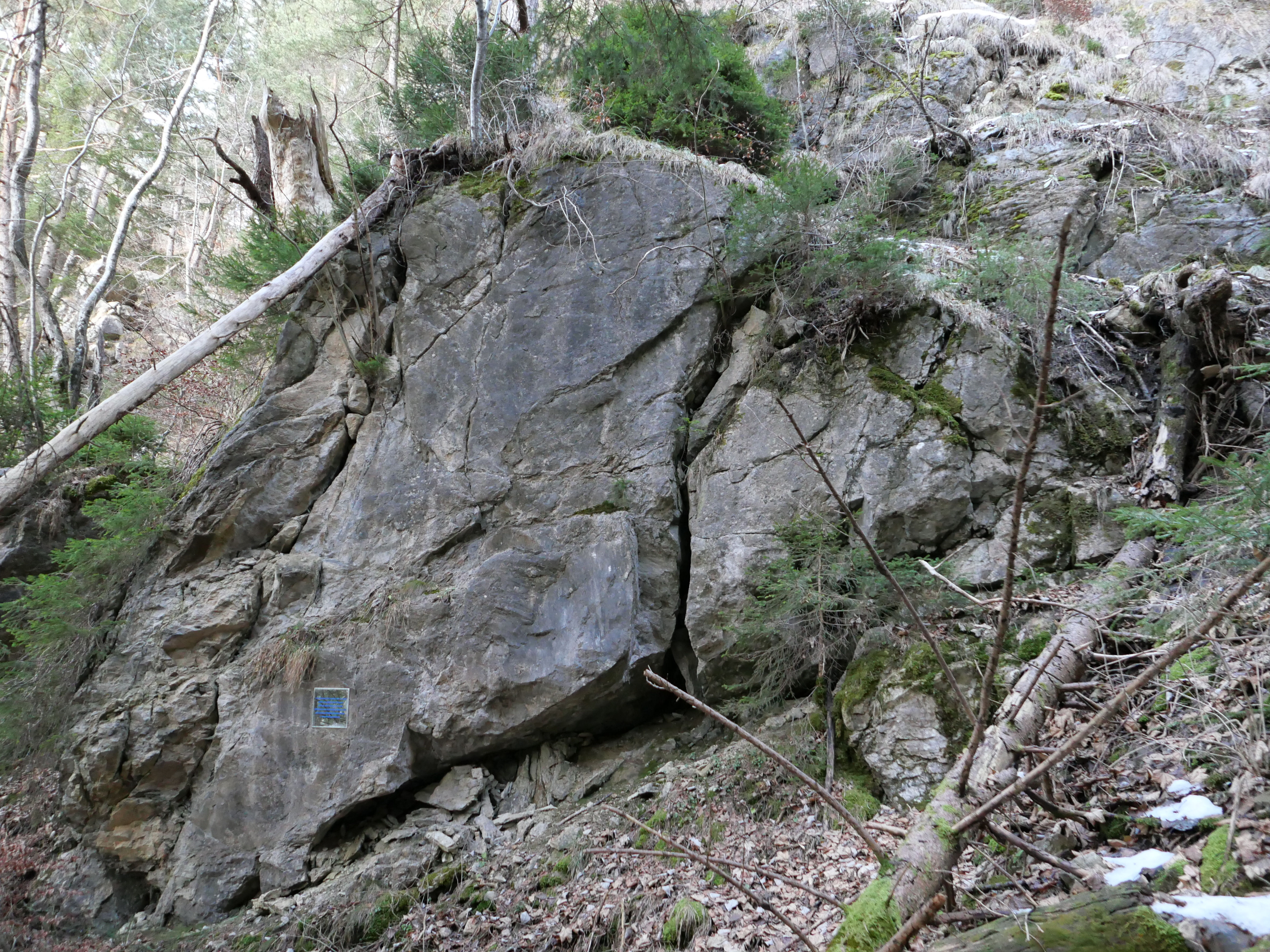
Der Felsen in dem Erblerüfe-Tobel, wo Alfred und Gertrud Rotter zu Tode stürzten.

In unmittelbarem Zusammenhang mit dem Judenboykott, den die NSDAP in der Vorwoche im Deutschen Reich hatte durchführen lassen, lockten am 5. April 1933 einige Nationalsozialisten aus Deutschland und Liechtenstein die ehemaligen Theaterbetreiber aus ihrem liechtensteinischen Exilanten-Refugium, einem alpinen Waldhotel, heraus, um Fritz und Alfred Rotter sowie dessen Ehefrau Gertrud nach Deutschland zu entführen. Eine Hetzjagd durch die Bergwelt begann. Während Fritz Rotter den Häschern verletzt entkommen konnte, stürzten Alfred und Gertrud Rotter auf der Flucht von einem Felsen unterhalb von Gaflei zu Tode. Die sterblichen Überreste der Eheleute wurden vier Tage später im schweizerischen Chur kremiert; eine Grabstätte ist nicht bekannt.
Ob es sich bei den Todesfällen um einen Unfall, Totschlag oder Mord gehandelt hat, konnte nie zweifelsfrei geklärt werden. Der Prozess gegen die vier Liechtensteiner Rotter-Verfolger – darunter Franz Roeckle, ein in Frankfurt am Main sehr bekannter Architekt aus dem Umfeld des Neuen Bauens – endete am 8. Juni 1933 in Vaduz mit äußerst milden Haftstrafen. Das als „Rotteraffäre“ verharmloste Miniatur-Pogrom – es handelte sich dabei um das einzige politisch motivierte Attentat in Liechtenstein im 20. Jahrhundert von Bedeutung – wurde jahrzehntelang tabuisiert und erfolgreich verdrängt. Selbst dieses milde Urteil fand noch Anstoß in der Bevölkerung: Rund 700 Bürger des zu dieser Zeit nur wenige tausend Einwohner zählenden Landes unterschrieben kurz darauf eine Petition, in der die Begnadigung der Täter gefordert wurde.

## Ehrung
Am 5. April 2002 – am 89. Jahrestag des Verbrechens – brachten aktivistische Frauen und Männer unterhalb der Felsen, über die Alfred und Gertrud Rotter in den Tod stürzten, am Weg zwischen dem Mittleren und dem Hinteren Profatscheng, eine Gedenktafel an. Der von dem Liechtensteiner Künstler Hansjörg Quaderer (* 1958) gestaltete Spiegel trägt die Aufschrift:
"An diesem Ort wurde am 5. April 1933 das jüdische Ehepaar Alfred und Gertrud Schaie (Rotter) von Liechtensteiner und Deutschen Nationalsozialisten in den Tod getrieben." 

Gedenktafel am Tatort
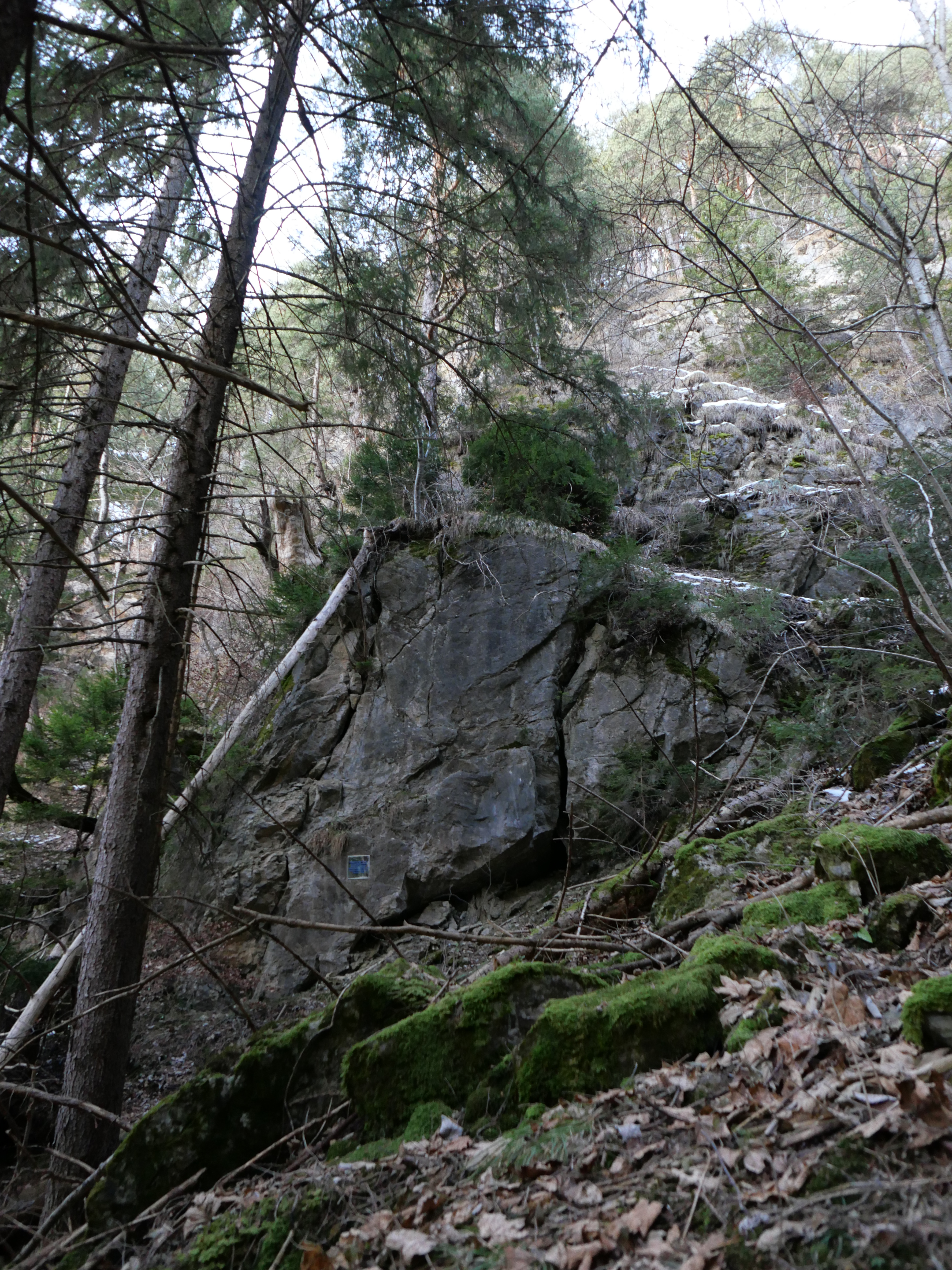
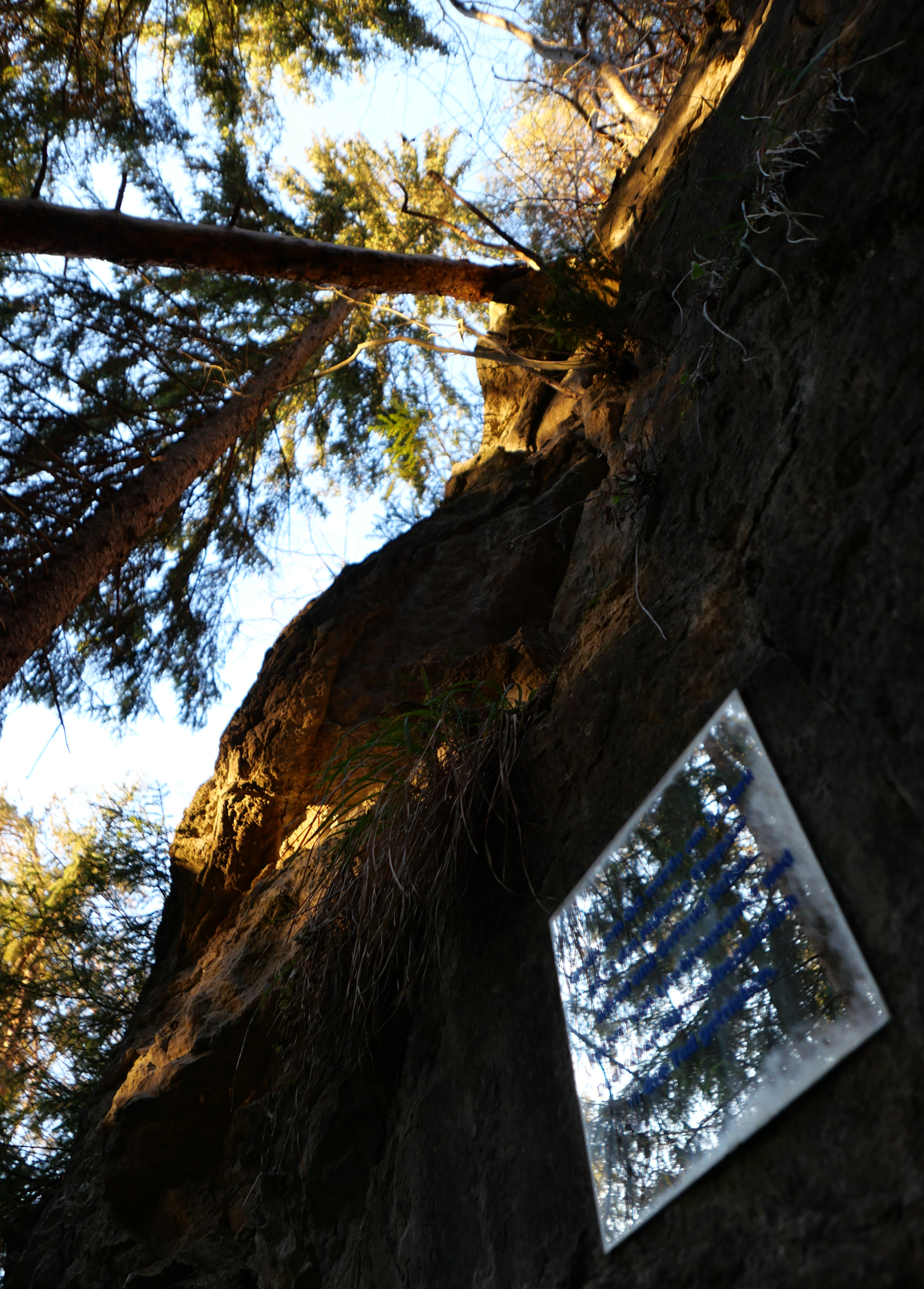
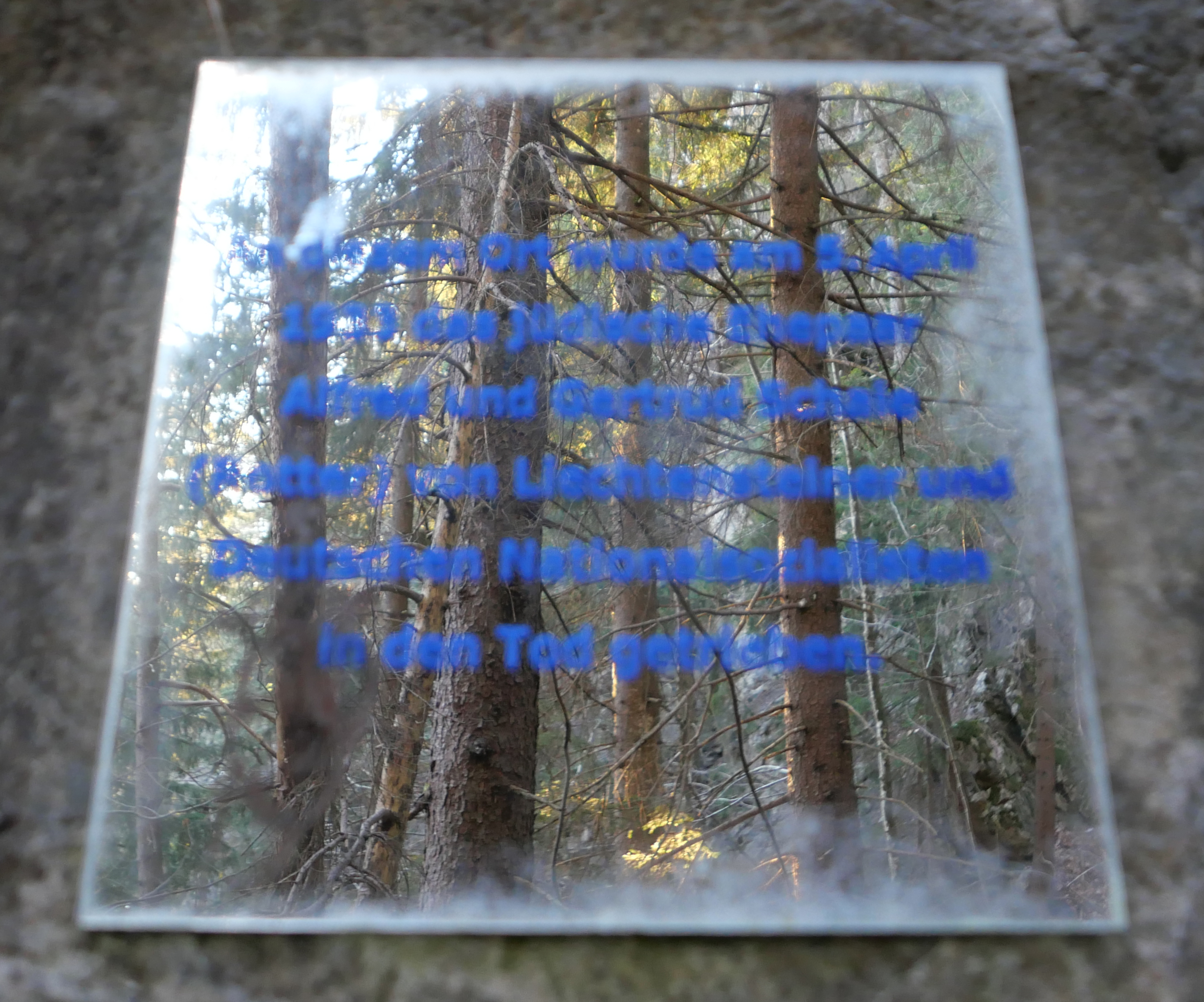
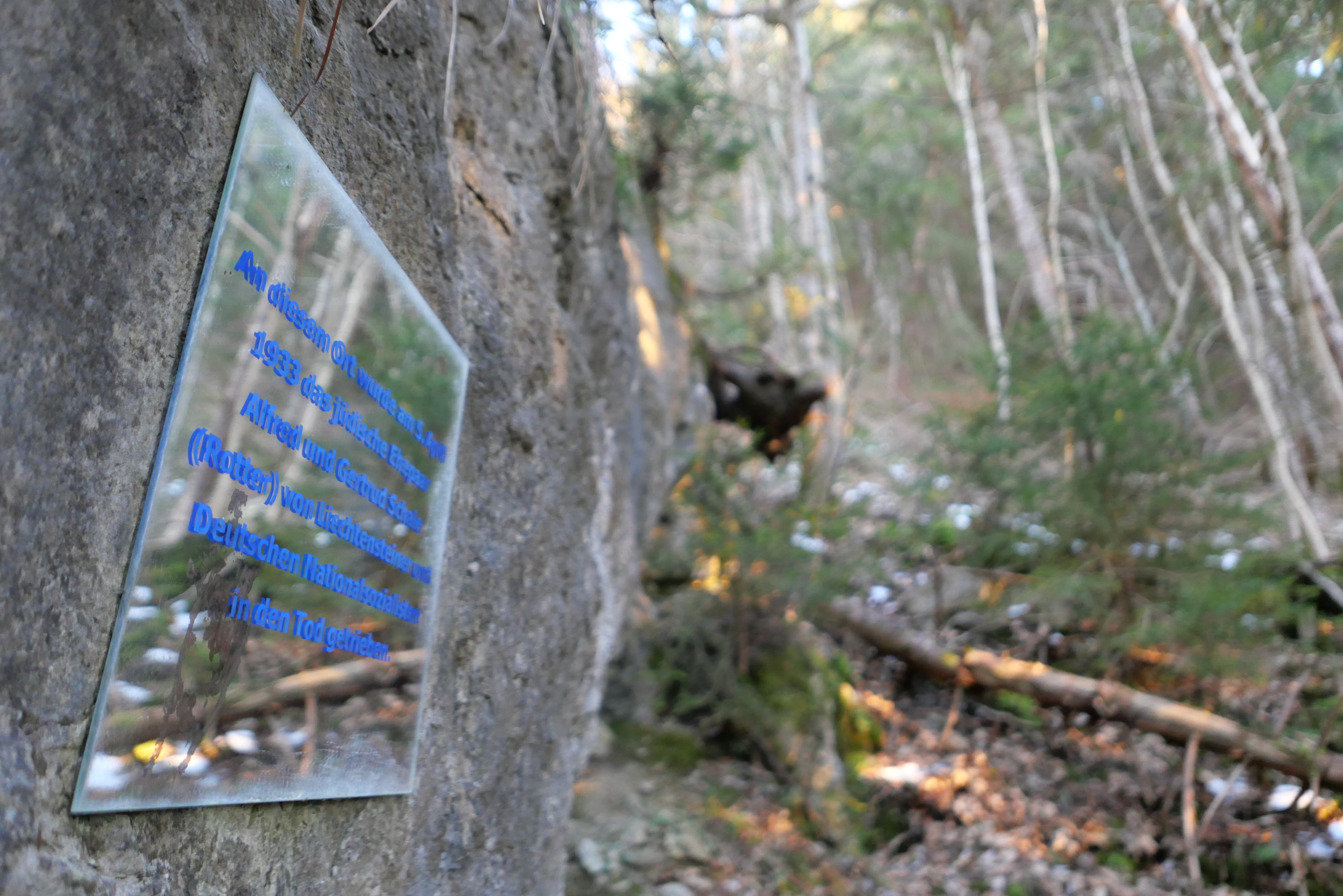

Für Alfred Rotter und seine Ehefrau Gertrud wurden im Jahr 2011 in Berlin-Grunewald Stolpersteine verlegt. 2022 wurden in Vaduz zwei Stolpersteine für das Ehepaar verlegt.

Stolpersteine für Alfred und Gertrud Rotter
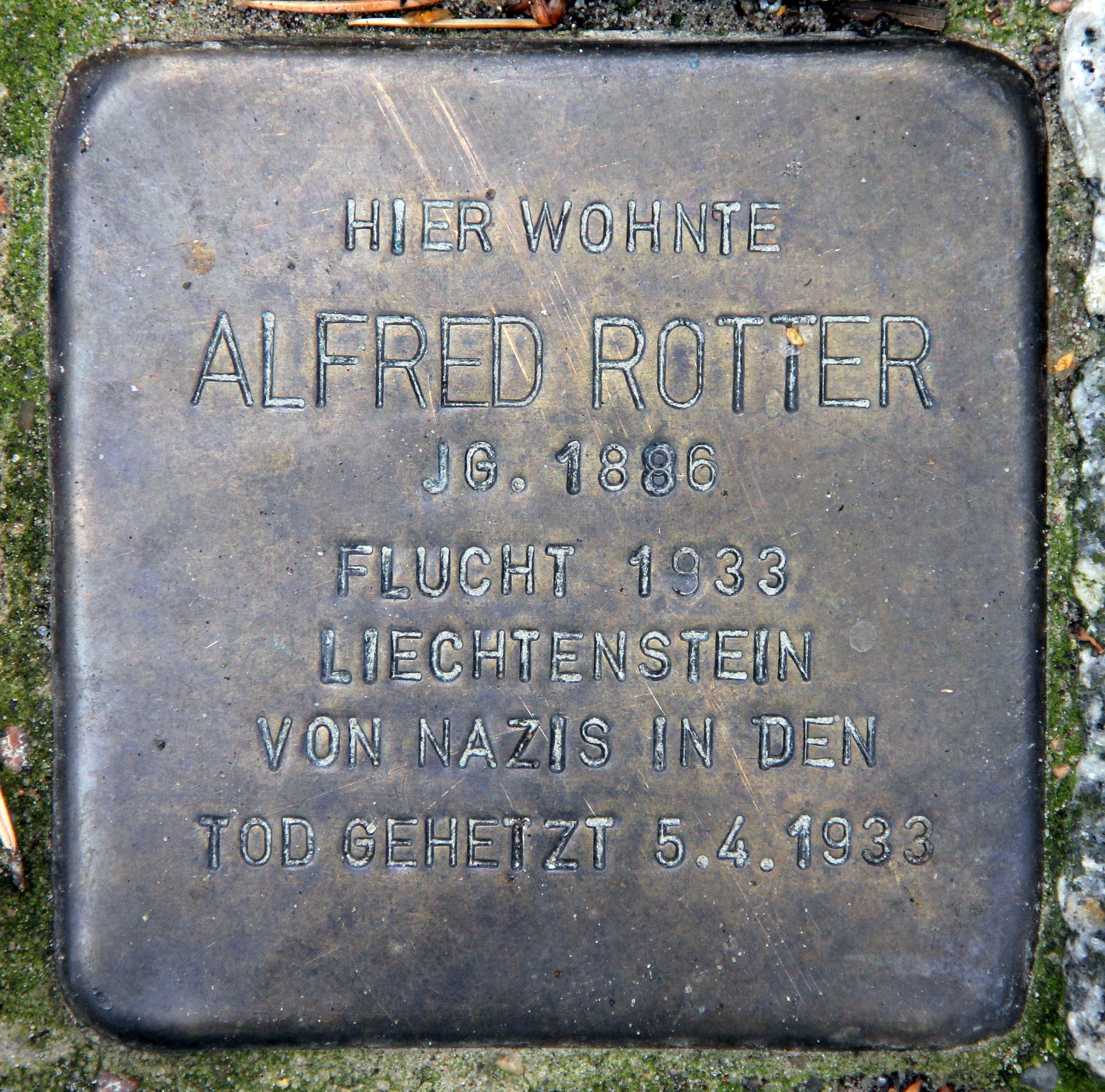
Stolpersteine für Alfred Rotter, Kunz-Buntschuh-Straße 16, in Berlin-Grunewald
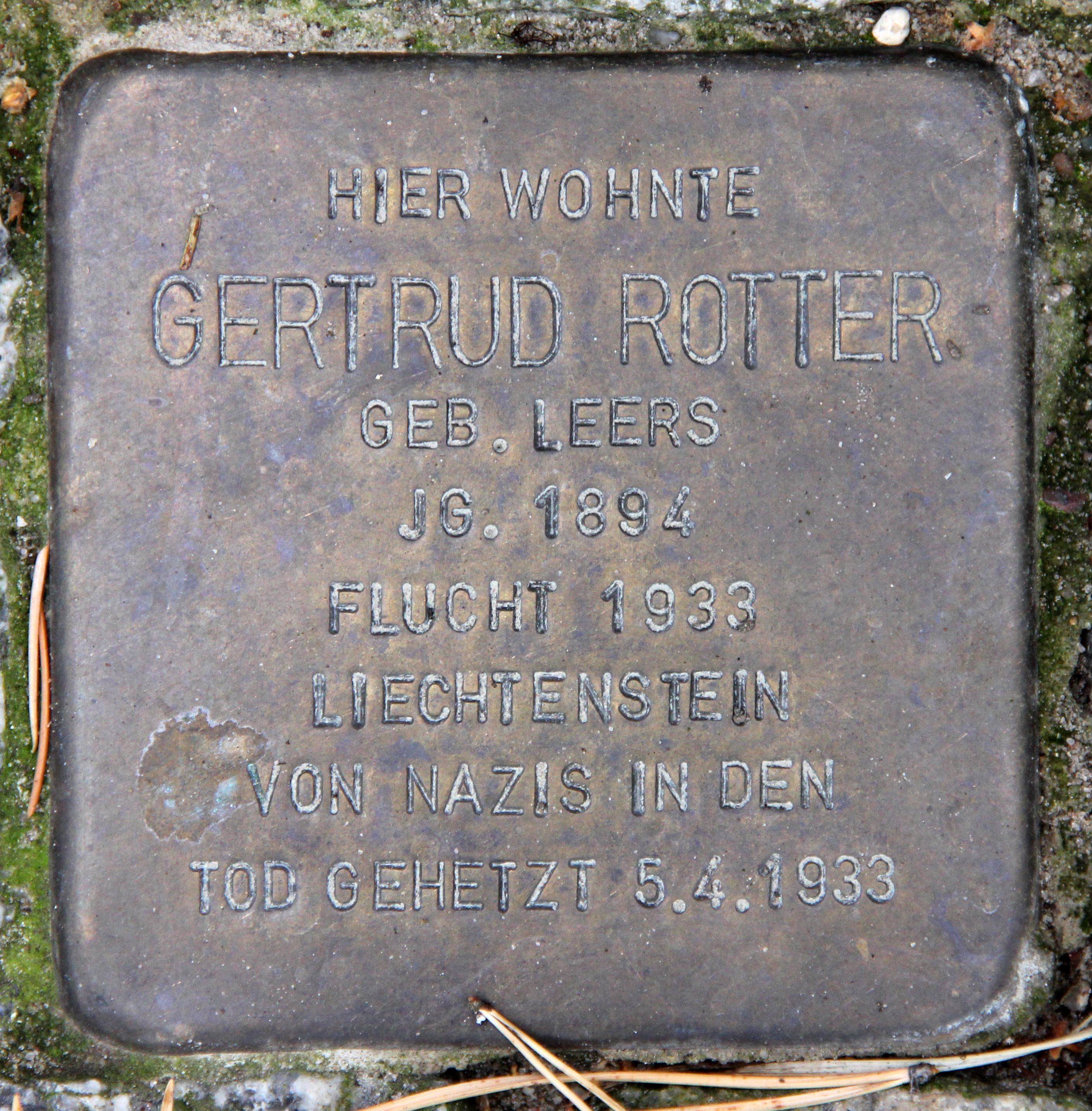
Stolpersteine für Gertrud Rotter, Kunz-Buntschuh-Straße 16, in Berlin-Grunewald
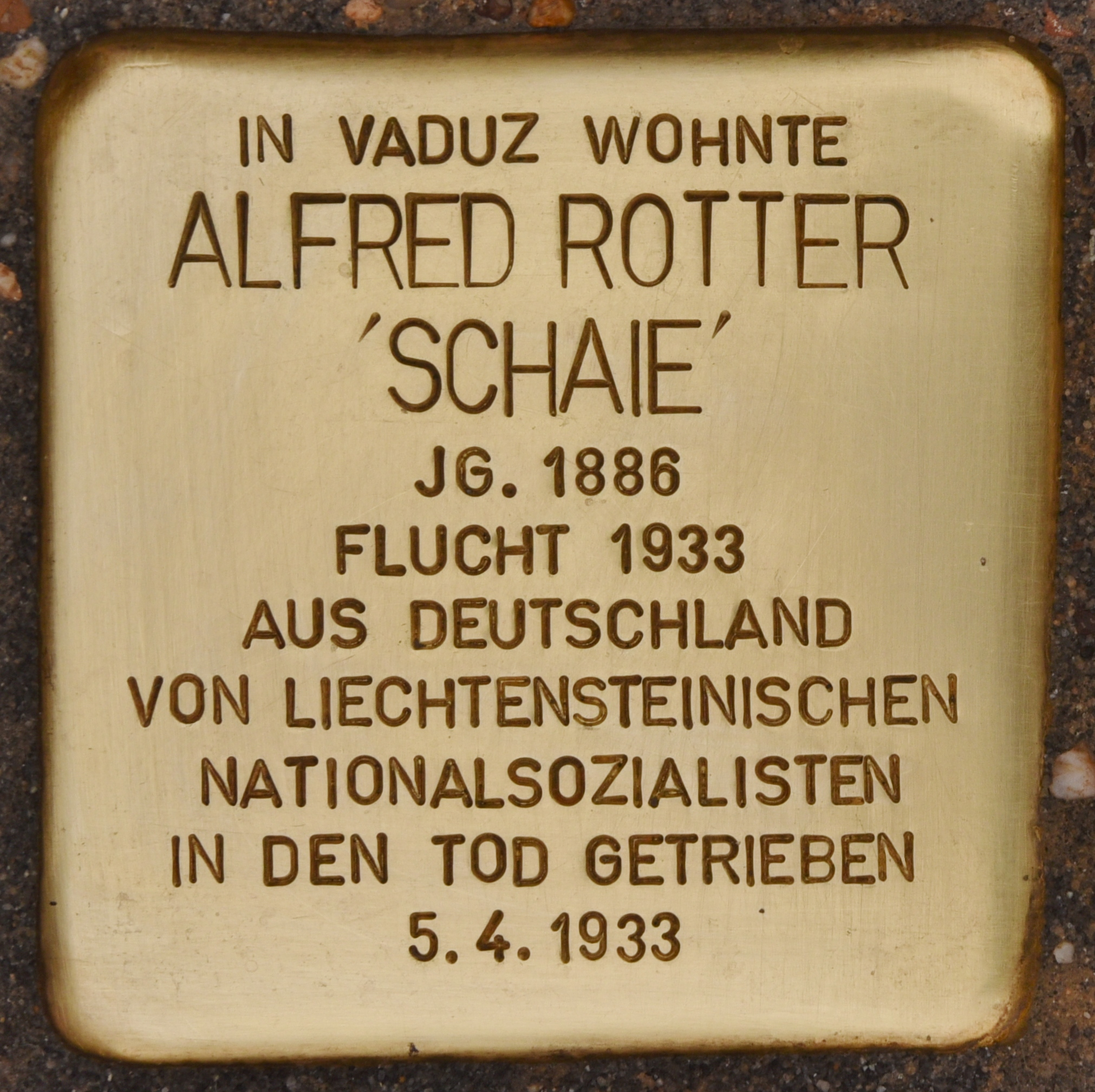
Stolperstein für Alfred Rotter in Vaduz
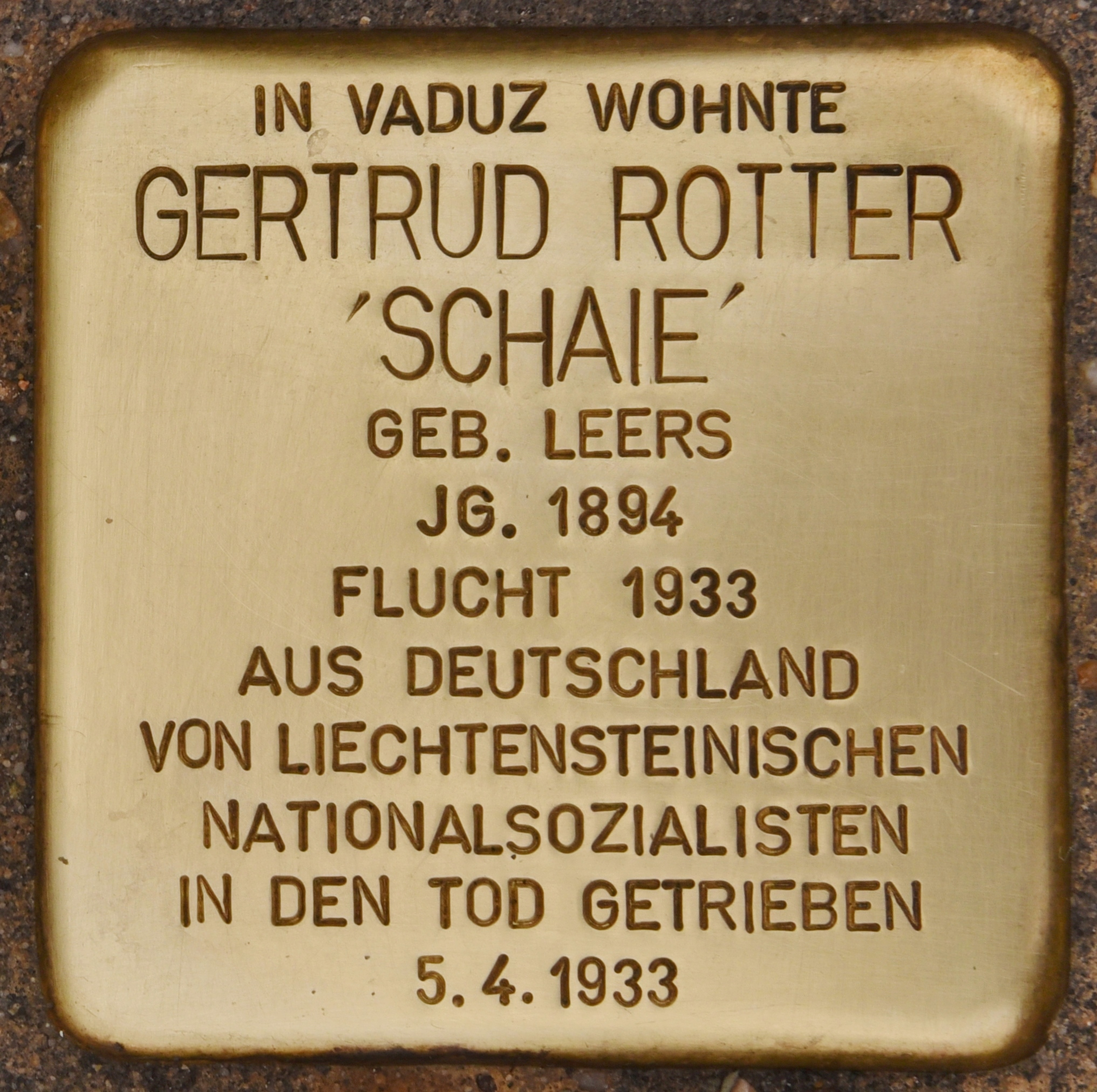
Stolperstein für Gertrud Rotter in Vaduz

## Belege
1. ↑  Peter Kamber: Fritz und Alfred Rotter. Ein Leben zwischen Theaterglanz und Tod im Exil. Henschel Verlag in E.A. Seemann Henschel, Leipzig 2020, ISBN 978-3-89487-812-2, S. 33.
2. ↑  Peter Kamber: Fritz und Alfred Rotter. Henschel Verlag, Leipzig 2020, S. 18.
3. ↑  Peter Kamber: Fritz und Alfred Rotter. Henschel Verlag, Leipzig 2020, S. 229–238, 259.
4. ↑  Peter Kamber: Fritz und Alfred Rotter. Henschel Verlag, Leipzig 2020, S. 193.
5. ↑  Peter Kamber: Fritz und Alfred Rotter. Henschel Verlag, Leipzig 2020, S. 347.
6. ↑  Laut Theaterarchiv Kay Weniger geriet er anschließend für längere Zeit in schweizerische Auslieferungshaft und wurde, unmittelbar vor Ausbruch des Zweiten Weltkriegs, wegen ungedeckter Schecks im Casino der französischen Stadt Boulogne erneut verhaftet.
7. ↑  Peter Kamber: Fritz und Alfred Rotter. Henschel Verlag, Leipzig 2020, S. 390–420.
8. ↑  Peter Kamber: Fritz und Alfred Rotter. Henschel Verlag, Leipzig 2020, S. 420 f.
9. ↑  Landesarchiv Liechtenstein: Anklageschrift vom 4. Mai 1933 & Landesarchiv Liechtenstein: Die Rotter-Attentäter Rudolf Schädler, Peter Rheinberger, Eugen Frommelt und Franz Roeckle werden zu Kerkerstrafen zwischen 4 und 12 Monaten verurteilt, Urteil vom 8. Juni 1933
10. ↑  Peter Kamber: Fritz und Alfred Rotter. Henschel Verlag, Leipzig 2020, S. 428–440.
11. ↑  Karin Jenny: Wenn ein Verbrechen zur "affaire" wird. In: Kultur. 12. Mai 2003, S. 15 (dkl.li [PDF; 2,0 MB; abgerufen am 31. Dezember 2024]).
12. ↑  Gegen das Vergessen: Zwei Stolpersteine in Vaduz verlegt

| Personendaten    | Personendaten                |
| ---------------- | ---------------------------- |
| NAME             | Rotter, Alfred               |
| ALTERNATIVNAMEN  | Schaie, Alfred (Geburtsname) |
| KURZBESCHREIBUNG | deutscher Theaterbetreiber   |
| GEBURTSDATUM     | 14. November 1886            |
| GEBURTSORT       | Leipzig                      |
| STERBEDATUM      | 5. April 1933                |
| STERBEORT        | bei Gaflei, Liechtenstein    |